# Горбунов Володимир Володимирович (хокеїст)
Володимир Володимирович Горбунов (рос. Владимир Владимирович Горбунов; 22 квітня 1982, м. Москва, СРСР) — російський хокеїст, центральний нападник. Виступає за «Торпедо» (Нижній Новгород) у Континентальній хокейній лізі. 
Вихованець хокейної школи ЦСКА (Москва). Виступав за ЦСКА (Москва), «Салават Юлаєв» (Уфа), ХК МВД, «Динамо» (Москва).
Досягнення
- Фіналіст Кубка Гагаріна (2010).